# Kunsthalle Brennabor
Die Kunsthalle Brennabor ist eine kommunale Kunsthalle in Brandenburg an der Havel. Sie ist in den baudenkmalgeschützten Hallen der ehemaligen Brennaborwerke untergebracht, nach denen sie ihren Namen erhielt.

## Geschichte
2001 wurde ein erster Teil der historischen Brennaborwerke saniert, um in diesem Ausstellungsräume für bildende Kunst zu schaffen. Die Kunsthalle wurde zunächst vom Brandenburger Theater betrieben, welches dort all seine großen professionellen Ausstellungen kuratierte und durchführte.
Nachdem das Brandenburger Theater den Betrieb der Kunsthalle Brennabor an die Stadt Brandenburg zurückgegeben hatte, drohte die Schließung. Aus diesem Grund bildete sich der Freundeskreis der Kunsthalle Brennabor, in welchem sich engagierte Bürger, Künstler und weitere Persönlichkeiten der Stadt zusammentaten und der es sich zur Aufgabe machte, die Kunsthalle zu erhalten. Der Freundeskreis der Kunsthalle Brennabor e. V. übernahm zu diesem Zweck den Weiterbetrieb. Christian Kneisel wurde Kurator der Ausstellungen. Außer von der Stadt Brandenburg an der Havel wird die Kunsthalle Brennabor vom Ministerium für Wissenschaft, Forschung und Kultur des Landes Brandenburg finanziell unterstützt.